# اشرف احمدی
اشرف احمدی(۱۲۸۸ بهبهان- ۱۳۵۵ تهران) با نام کامل علی اشرف احمدی بهبهانی سیاستمدار، حقوقدان، ریاست دادگاه عالی جنائی، کفیل استانداری اصفهان، سناتور منتخب در مجلس چهارم، پنجم و ششم سنا از خوزستان و لرستان، سناتور منتصب در دوره هفتم از تهران و معاون نخست‌وزیر در کابینه اول شریف امامی بود.

## تولد و تحصیلات
علی اشرف احمدی بهبهانی پسر آقا بزرگ در سال ۱۲۸۸ در بهبهان به دنیا آمد. او پس از اخذ دیپلم به آموزگاری پرداخت و سپس وارد دانشکده حقوق دانشگاه تهران شد. احمدی در سال 1320 پس از اخذ لیسانس در رشته حقوق قضایی از وزارت فرهنگ به وزارت دادگستری منتقل شد.

## فعالیتهای اداری و سیاسی
اشرف احمدی سالهای اولیه خدمت خود را در بهبهان گذراند سپس به ریاست دادگستری آبادان و ریاست استیناف خوزستان، ریاست دادگستری اصفهان منصوب شد. او مدتی نیز به عنوان کفیل استاندار فعالیت کرد.
وی در سال ۱۳۳۰ و در زمانیکه پرونده ترور سپهبد حاجعلی رزم‌آرا در جریان بود به عنوان به ریاست دادگاه عالی جنائی شد اگرچه این انتصاب و ریاست وی بر دادگاه منجر به صدور نتیجه ای نگردیدوی پس از آن مدتی به عنوان دادیار دیوان عالی کشور فعالیت کرد. او همچنین مدتی نیز قائم‌مقام بنیاد پهلوی و مشاور قضایی بازرسی شاهنشاهی بود.
او همچنین نشانهای همایون، تاج، رستاخیز و درجه اول علمی را دریافت کرده بود.

## فعالیت‌های حزبی

### حزب سوسیالیست
احمدی همراه رضا حکمت، دکتر جلال عبده محمدصادق طباطبایی و سهام‌السلطان بیات از مؤسسان حزب سوسیالیست بود که هدف خود را پاک ساختن ایران از مفاسد و ایجاد جامعه مترقی و حرفه در کنار مشروطه با پیروی از روش سوسیالیسم بیان می‌کردند.

### گروه ترقی‌خواهان
احمدی در سالهای بعد با احمد آرامش همراه شد و در سال ۱۳۴۴ گروه ترقی‌خواهان را ایجاد کرد.

### حزب ایران نوین
احمدی بهبهان بعدها به حزب ایران نوین پیوست. و از اعضای هیئت پارلمانی این حزب بود.

## معاونت نخست‌وزیری
با نخست‌وزیری دکتر اقبال در سال ۱۳۳۶ معاونت اداری نخست‌وزیر و سپس در کابینه اول شریف امامی به سمت معاونت نخست‌وزیر، وزیر مشاور منصوب شد.

## سناتوری
او در انتخابات دوره چهارم سنا (۱۳۴۲) از خوزستان به عنوان سناتور انتخاب شده و به عضویت هیئت رئیسه مجلس سنا درآمد. وی موفق در دوره‌های پنجم و ششم نیز سمت خود را حفظ کند اما در دوره هفتم مجلس سنا انتخاب نشد. اگرچه پس از مدتی به عنوان سناتور انتخابی از تهران وارد مجلس سنا شد.

## عضویت در فراماسونری
اشرف احمدی عضو لژهای فراماسونری اصفهان، ستاره سحر بود.

## جمعیت ایرانی طرفدار حکومت جهانی
او به همراه نیز از مهندس شریف امامی، دکتر احمد متین دفتری، دکتر جلال عبده، دکتر سجادی و دکتر علی مسعودی از اعضای هیئت هفت نفره جمعیت ایرانی طرفدار حکومت جهانی بود.

## تالیفات
- پنجاه سال در حضور شاهنشاه
- قانون دادگستری در شاهنشاهی ایران باستان
- قانون و دادگستری در دوران آریامهر [۱۰]

علی اشرف احمدی بهبهانی سرانجام در سال ۱۳۵۵ بر اثر سکته قلبی در سن ۶۷ سالگی درگذشت.